# キシタエダシャク
キシタエダシャク（学名：Arichanna melanaria）は、シャクガ科のガである。成虫は翅を広げると幅34-44ミリメートル、翅は黄色で黒の斑点がある。ユーラシア大陸北部に広く分布し、日本では亜種が北海道、本州、四国、九州に分布する。

## 生活史
卵の中の胚子として越冬し、春に孵化して幼虫（シャクトリムシ）となる。幼虫は黄色に黒の斑点があり、斑点の数や形状は個体によって様々である。アセビ、レンゲツツジ、ヤマツツジなどの葉を食する。孵化から約1か月を経ると地中に潜り、淡黄褐色で体長1.5センチメートルの蛹となる。蛹は約1か月で成虫となり、夏の間に交尾、産卵し秋になると見られなくなる。卵は葉の上に産卵され、秋のうちに胚子となる。
幼虫の天敵はヒメバチ、ヤドリバエ、クロヤマアリ、ヒメジョウカイ、ミヤマクビボソジョウカイ、クチブトカメムシなど。

## 大発生
昭和初期以降、霧島山、雲仙岳、阿蘇山、九重山のミヤマキリシマ群落においてしばしば大発生し、花が咲かなくなる被害を与えた。登山者などから薬剤散布による駆除を求める声が挙がったが、ミヤマキリシマを枯死させるほどの被害に至ることはなく薬剤散布は天敵を失いかねないという説もあり議論となった。